# Luvddojávrásj
Luvddojávrásj, enligt tidigare ortografi Luotojauratj, är en sjö i Jokkmokks kommun i Lappland och ingår i Luleälvens huvudavrinningsområde. Sjön har en area på 0,0457 kvadratkilometer och ligger 783 meter över havet. Luvddojávrásj ligger till största delen i Padjelanta Natura 2000-område, men en mindre del ingår även i Sarek Natura 2000-område. Sjön avvattnas av ett biflöde till Låddejåhkå.

## Delavrinningsområde
Luvddojávrásj ingår i det delavrinningsområde (748552-155569) som SMHI kallar för Ovan Pårajåkåtj. Medelhöjden är 852 meter över havet och ytan är 34,43 kvadratkilometer. Räknas de 5 avrinningsområdena uppströms in blir den ackumulerade arean 127,16 kvadratkilometer. Låddejåhkå som avvattnar avrinningsområdet har biflödesordning 3, vilket innebär att vattnet flödar genom totalt 3 vattendrag (Vuojatädno, Stora Luleälv, Luleälven) innan det når havet efter 409 kilometer. Avrinningsområdet består mestadels av kalfjäll (99 procent). Avrinningsområdet har 0,5 kvadratkilometer vattenytor vilket ger det en sjöprocent på 1,5 procent.